# سی‌پی‌اچ‌پی‌سی
سی‌پی‌اچ‌پی‌سی (به انگلیسی: CPHPC) با فرمول شیمیایی C۱۶H۲۴N۲O۶ یک ترکیب شیمیایی با شناسه پاب‌کم ۱۲۵۵۱۶ است. که جرم مولی آن ۳۴۰٫۳۷ g/mol می‌باشد. 